# Karl Dall
Karl Dall (Emden, 1 februari 1941 - 23 november 2020) was een Duitse acteur, zanger, komiek en presentator.

## Jeugd en opleiding
Karl Dall werd geboren als zoon van een schoolhoofd en een lerares. In de tiende klas verliet hij de middelbare school en volgde een opleiding als letterzetter in een drukkerij in Leer.

## Carrière

### Als acteur
In 1967 richtte hij met Ingo Insterburg, Jürgen Barz en Peter Ehlebracht de komediantengroep Insterburg & Co op, waarbij hij bleef tot aan het eind van de jaren 1970. Door de Radio Bremen-reeks Musikladen werd het kwartet voornamelijk bekend. Na de ontbinding van het kwartet begon Dall aan een solocarrière als podiumartiest en werkte ook voor de televisie. In de WDR-productie Plattenküche trad hij in 1979 in meerdere afleveringen op als kantinekok Karl Toffel in talrijke sketches.
In de door Kurt en Paola Felix gepresenteerde uitzending Verstehen Sie Spaß (ARD) was hij van 1983 tot 1990 onder andere als chaotische filmmaker en grappenmaker vertegenwoordigd.

### Als presentator
In het Duitse radioprogramma van Radio Luxembourg presenteerde Dall een nonsensshow. In het regionale tv-programma van Südwest 3 had hij een vorm van nonsensgesprekken ontwikkeld. Toen RTL aan het einde van 1984 een opvolger zocht voor Mike Krüger, was Dall een logische keuze. In januari 1985 had zijn uitzending Dall-As première en vanaf augustus werd ze tot einde 1991 om de 14 dagen uitgezonden. Het concept van het programma was om gasten te irriteren en te provoceren. De zanger Roland Kaiser had na een provocerende opmerking de uitzending woedend verlaten en hij noemde de Wildecker Herzbuben Wildecker Speckbuben. Na zijn overgang naar Sat.1 werd zijn programma daar onder de titel Jux und Dallerei voortgezet.
Vanaf 1991 presenteerde Dall twee jaar lang de uitzending Koffer Hoffer bij Tele 5. In 1996 was hij lid van het startensemble van de door Rudi Carrell geproduceerde uitzending 7 Tage, 7 Köpfe (RTL). Meningsverschillen tussen Carrell, die zijn programma's met precisie plande en de spontane Dall hadden tot gevolg, dat hij in 1997 het ensemble weer verliet.
Verder presenteerde hij bij RTL de programma's Karls Kneipe (1997), Die Karl Dall-Show (1999 tot 2000) en bij Kabel 1 Weißt Du noch? Das Retro-Quiz (2003 tot 2004). In september 2006 verscheen Dalls autobiografie met de titel Auge zu und durch. In oktober 2012 vierde hij met het eenmans-theaterstuk Der Opa van de IJslandse auteur Bjarni Haukur Thorsson première. Dit was zijn eerste theaterstuk op het podium. Sinds mei 2015 was hij met zijn nieuwe live-programma Der alte Mann will noch mehr onderweg, waarin hij een profiel van zijn kunnen toonde uit de afgelopen decennia. In september 2016 zond de zender Tele 5 de twaalf afleveringen tellende docusoap Old Guys on Tour uit. Binnen 21 dagen wilden vier voormalige showmasters, waaronder Jörg Draeger, Frederic Meisner, Björn-Hergen Schimpf en Harry Wijnvoord de Jakobsweg lopen. Tijdens deze meerwekelijkse tv-wandeling was Dall de reisleider, presentator en commentator.

### Als zanger
Karl Dall nam steeds weer singles op, waarvan enkelen succesvol waren en de hitparade haalden. Het stuk Diese Scheibe ist ein Hit kan als parodie op de popmuziek-business worden gezien. Verdere succestitels waren Millionen Frauen lieben mich, Heute schütte ich mich zu en Der älteste Popper der Stadt. Dalls plaatopnamen vielen overwegend onder het genre nonsens, waarbij hij overigens meer spreekt dan zingt. Daarbij neemt hij zijn omgeving ironisch op de schop, flirt hij vaak met karakters, die zichzelf aantrekkelijk en populair vinden, maar eigenlijk maar kleine vissen zijn. Een uitzondering was de cd Hoppla, jetzt komm ich, waarop Dall oude zeemans- en volksliederen uit Hamburg ten gehore bracht, waaronder liederen van Hans Albers. Sinds 2005 treedt hij ook weer samen op met Ingo Insterburg.

## Juridische rechtspraak
In september 2014 werd hij beschuldigd en aangeklaagd voor aanranding en seksuele intimidatie van een Zwitserse journaliste, hetgeen hij echter ontkende; de aanklaagster zou Dall zelf juist gestalkt hebben. Het proces leidde uiteindelijk, omdat de aanklaagster de zaak in hoger beroep introk, tot vrijspraak voor Dall.

## Privéleven en overlijden
Karl Dall was sinds 1971 getrouwd en heeft een dochter, die als stuntvrouw werkt in Canada en een kleinkind. Hij heeft twee zussen en een broer (Otto). Karl Dall woonde ten laatste in het Hamburgse stadsdeel Eppendorf.
Zijn opvallende voorkomen met het hangende rechteroog is een gevolg van een aangeboren afwijking, genaamd ptose. Karl Dall overleed in november 2020 op 79-jarige leeftijd.

## Onderscheidingen
- 1969: Ernst-Lubitsch-Prijs voor Quartett im Bett
- 1993: Prijs van de beledigde toeschouwer
- 1999: Deutscher Comedypreis ereprijs voor zijn levenswerk

## Filmografie
- 1963: Winnetou 1e deel
- 1964: Freddy und das Lied der Prärie
- 1967: Pension Clausewitz
- 1968: Quartett im Bett
- 1969: Charleys Onkel
- 1969: Königin einer Nacht
- 1969: Der Bettenstudent oder: Was mach' ich mit den Mädchen?
- 1970: Hänsel und Gretel verliefen sich im Wald
- 1971: Die Computer-Show
- 1972: Die Autozentauren
- 1974: Chapeau claque
- 1979: Noch 'ne Oper
- 1980: Erben will gelernt sein!
- 1980: Panische Zeiten
- 1983: Gib Gas – Ich will Spaß
- 1983: Das verrückte Strandhotel / Dirndljagd am Kilimandscharo
- 1983: Sunshine Reggae auf Ibiza
- 1984: Helga und die Nordlichter (gastoptreden als kaartjesverkoper)
- 1984: Ein irres Feeling
- 1985: Drei und eine halbe Portion
- 1988: Starke Zeiten
- 1988: Die Senkrechtstarter
- 1999: Hans im Glück
- 2001: König der Winde
- 2003: Suche impotenten Mann fürs Leben
- 2008: African Race – Die verrückte Jagd nach dem Marakunda (tv-film), RTL
- 2011: Gegengerade
- 2015: Der Liebling des Himmels (gastoptreden als patient)
- 2015: Otto: Geboren um zu blödeln, ZDF (gast)

### Shows en series
- 1970: Humor ist, wenn man trotzdem singt
- 1970: Berlin-Geflüster
- 1971: Wir sind verlauste Affen - Ein Stück deutscher Geschichte
- 1972: Insterburg & Co.
- 1976-1979: Am laufenden Band, 3 afleveringen
- 1977: Nur Engel singen schöner als Insterburg & Co.
- 1983-2004: Verstehen Sie Spaß?, 30 afleveringen
- 1985-1991: Dall-As, RTL
- 1987: Hals über Kopf (gastoptreden als chirurg)
- 1987-2006: Wetten, dass..?, 5 afleveringen
- 1989: Meister Eder und sein Pumuckl (2e seizoen, aflevering 23)
- 1991: Koffer Hoffer (spelshow, Tele 5)
- 1992-1994: Jux & Dallerei (Sat.1)
- 1994: RTL Samstag Nacht (1e seizoen, aflevering 15)
- 1994: Heinz Erhardt Gala
- 1994-1995: Clever & Smart (stem)
- 1995: RTL Samstag Nacht (3e seizoen, aflevering 5)
- 1995: Alfredissimo!- Kochen mit Bio
- 1996: Sylter Geschichten (2e seizoen, aflevering 7)
- 1996-1997: 7 Tage, 7 Köpfe (RTL)
- 1996-1999: Die Harald Schmidt Show, 5 afleveringen
- 1997: Karls Kneipe (RTL)
- 1997: RTL Samstag Nacht (4e seizoen, aflevering 30)
- 1999: Die Karl Dall-Show
- 2001: 60 Jahre Karl Dall (ARD)
- 2003-2004: Genial daneben, 5 afleveringen (Sat 1)
- 2004: Charlotte Roche trifft (1 aflevering, Pro 7)
- 2005: Teufels Küche (RTL)
- 2006: Die Pro 7 Märchenstunde: Rotkäppchen – Wege zum Glück
- 2007: Hausmeister Krause - der Untergang) (7e seizoen, aflevering 4, Sat.1)
- 2007: Lafer! Lichter! Lecker! (ZDF)
- 2007: Das perfekte Promi-Dinner (Vox)
- 2008: Pension Schmidt
- 2008: Krömer – Die Internationale Show (2e seizoen, aflevering 7, RBB)
- 2010: Nena! Die große Geburtstagsshow
- 2010: Die große Geburtstagsshow - 60 Jahre ARD
- 2011: Großstadtrevier (24e seizoen, aflevering 6), Das Erste
- 2012: Paradise (2e seizoen, aflevering 7) (tv), ZDF
- 2012-2014: Notruf Hafenkante (7 afleveringen, ZDF)
- 2013: TV Total (seizoen 15, aflevering 1841, ProSieben)
- 2013: Großstadtrevier, (27e seizoen, aflevering 3, Das Erste)
- 2015: Der Klügere kippt nach, (2e seizoen, aflevering 2, Tele 5 (gast))
- 2016: Old Guys on Tour, Tele 5 (presentator)
- 2018: Neo Magazine Royale (aflevering 134, ZDFneo, cameo)
- 2018-2019: Mord mit Ansage (2 afleveringen, NDR)
- 2019: Käpt'ns Dinner (1 aflevering, NDR)
- 2019: Sketch History (1 aflevering, ZDF, cameo)

## Discografie
- 1968: Insterburg & Co.: Eins – Zwei – Drei Und Zwischenspiel..., Label: Philips
- 1968: Geschwister Jacob & Insterburg & Co – Quartett im Bett – Originele filmmuziek, Label: CBS
- 1969: Geschwister Jacob & Insterburg & Co – Klatsch, Klatsch Schenkelchen, Opa Wünscht sich Enkelchen! / Gilbert (7", Single), Label: CBS Records
- 1969: Insterburg & Co.: Popklamotten, Label: Philips
- 1969: Insterburg & Co – Liebe Oma / Es gibt keine Treue, Label: Philips
- 1970: Insterburg & Co.: Laßt uns unsern Apfelbaum, Label: Philips
- 1971: Insterburg & Co.: Musikalisches Gerümpel, Label: Philips
- 1972: Insterburg & Co.: Lieder aus Kunst und Honig, Label: Philips
- 1972: Insterburg & Co.: Sketsch Up, Label: Philips
- 1973: Insterburg & Co.: Hohe Schule der Musik, Label: Philips
- 1973: Insterburg & Co.: Sketsch-Up Nr. 2 Fritz hat 'ne Meise, Label: Philips
- 1974: Insterburg & Co.: Herzlichen Glückwunsch Zur Eintrittskarte, Label: Philips
- 1974: Insterburg & Co.: Käse, Kunst Und Pop-Gerümpel, Label: Philips
- 1975: Insterburg & Co.: Motive, Label: Philips
- 1975: Insterburg & Co.: Diese Scheibe ist ein Hit (7", single), Label: Philips
- 1976: Insterburg & Co.: Nur Engel Singen Schöner, Label: Philips
- 1976: Insterburg & Co.: Instrumentenschlacht, Label: Phonogram GmbH
- 1976: Insterburg & Co.: Die Königsblödler – Die Besten Live Record-Dings, Label: Philips
- 1977: Die Wilden Jahre Sind Vorbei / Midlife-Crisis (7", single), Label: RCA
- 1977: Insterburg & Co.: Musik im Eimer, Label: Philips
- 1977: Insterburg & Co.: Insterburger Pop-Spektakel, Label: Phonogram / Philips
- 1978: Insterburg & Co.: Insterburg Live '78, Label: RCA Schallplatten GmbH
- 1978: Insterburg & Co.: Sketch As Sketch Can - Nonsens Am Laufenden Band, Label: RCA Schallplatten GmbH
- 1979: Hey Hallo, Ich Bin Die Größte Nummer (You’re The Greatest Lover) (7", single), Label: RCA
- 1979: Schlag Op Schlag (7", promo), Label: Philips
- 1980: Jux & Dallerei - Karl Dall Live (lp), Label: Philips
- 1981: Der Älteste Popper Der Stadt (7", single), Label: Polydor, Duitse coverversie van het nummer The Oldest Swinger in Town van Fred Wedlock
- 1982: Pappkarton (7", single), Label: Polydor
- 1982: Da Da Da (Die Neue Deutsche Welle Macht Mir Spaß) (7", single), Label: Polydor
- 1983: Karl Dall singt Hans Albers. Label: Imtrat GmbH
- 1983: Liebling Der Nation (7", single), Label: Master Records
- 1985: Keine Angst Vorm Fliegen (7", single), samen met Jürgen Hingsen, Rolf Milser & Patrick Bach, Label: Jupiter Records
- 1985: Euch Mach’ Ich Fertig (lp), Label: ZYX-Kleinkunstbühne
- 1987: Millionen Frauen Lieben Mich (7", single), Label: Hansa
- 1988: Das Geld, Das Wird Abgeschafft Ich Kenn' Schon Einen, Der Hat Nichts Mehr, Label: Hansa
- 1989: Ja, Wenn Du Reinkommst Ins All / Heute Schütte Ich Mich Zu (7", single), Label: Hansa
- 1990: Knall Auf Dall (lp), Label: Hansa
- 1990: Ich Bin Der Mann, Von Dem Man Träumt (7", single), Label: Hansa
- 1990: Herzilein - Wie Kann Man So Herzlos Sein (7", single), Label: Hansa
- 1991: Hoppla! Jetzt Komm' Ich! (cd), Label: LaserLight Digital
- 1991: Oh Watt’n Meer (7", single), Label: Hansa
- 1991: Good Luck (single), Label: Hansa
- 1992: Mir Fällt Immer Was Runter (single), Label: Hansa
- 1996: Diese Scheibe Ist Ein Hit (Der Techno Remix), Label: IDS Records
- 1998: Hatten wir nicht schon mal das Vergnügen (met Peter Ehlebracht), Label: Pingo Reco
- 2003: Wo Kommt Ihr Denn Her? (cdr, single, promo), samen met Schauorchester Ungelenk, Label: Koch Universal

- Gemeinsame Normdatei: 132109352
- International Standard Name Identifier: 0000 0000 4152 9059
- Library of Congress Control Number: n2007013738
- MusicBrainz: 89ab3839-a1f5-480c-aab5-31386eb5d7d6
- Virtual International Authority File: 55298948
- WorldCat: E39PBJw94xVQXXM4hKFbhxGyh3